# Don't Let Them
"Don't Let Them" är en låt framförd av Ashanti, med text av henne själv och musik av Irv Gotti till Ashantis tredje studioalbum Concrete Rose. Låtens första version var en duett med den manliga R&B-sångaren Lloyd. Den versionen inkluderades aldrig på Ashantis album.
I "Don't Let Them" ger framföraren upp för sin låga självkänsla och stannar kvar hos sin partner trots att denne behandlar henne illa. Hon uppmanar kärleksintresset att aldrig lämna henne då detta skulle få henne att se dum ut inför andra. I refrängen sjunger Ashanti; "Say that you want me/Say that you'll never leave me/You gotta tell me you need me/Don't let them take your love away". Låten är i midtempo och samplar Raekwons låt "Heaven or Hell". "Don't Let Them" gavs ut som den andra och sista singeln från sångerskans album den 5 april 2005 och ersatte därmed låten "Don't Leave Me Alone". Låten mottog blandad kritik av media. Billboard avvisade singeln och skrev; "singel efter singel bevisar sångfågeln Ashanti att hon var mer style än substans. Senaste singeln är kanske hennes hittills tommaste låt." På grund av Irv Gottis FBI-utredningar vid utgivningen av singeln vägrade Murder Inc.s distributionsbolag Def Jam att marknadsföra singeln. Låten tog sig aldrig in på några singellistor i USA. I Storbritannien debuterade låten på en 38:e plats på UK Singles Chart. Följande vecka noterades singeln på en 57:e plats. "Don't Let Them" föll ur listan i sin tredje vecka. Låten nådde även en 41:a plats på Irlands singellista.
Def Jam finansierade aldrig en musikvideo till singeln. Ashanti betalade en musikvideo med sina egna pengar och Irv Gotti var regissör. Musikvideon hade viss framgång i USA. Den nådde en 17:e plats på MTV och en 29:e plats på BET enligt Billboards Video Monitor.

## Format och innehållsförteckningar
| - Amerikansk CD/Maxi-singel 1. "Don't Let Them" (Album Version) - 4:23 2. "Only U" (Kelly G's Club Mix) - 6:42 3. "Foolish" (Album Version) [Explicit] - 3:47 4. "Don't Let Them" (Video) - Brittisk CD-singel 1. "Don't Let Them" (Album Version) - 4:23 2. "Don't Let Them" (Instrumental Version) - 4:23 | - Europeisk CD-singel 1. "Don't Let Them" (Radio Edit) - 4:24 - Amerikansk 12-vinylsingel 1. "Don't Let Them" (Album Version) - 4:23 2. "Only U" (Kelly G's Club Mix) - 6:42 3. "Foolish" (Album Version) [Explicit] - 3:47 |

## Topplistor
| Lista (2002)                      | Topplacering |
| --------------------------------- | ------------ |
| Storbritannien (UK Singles Chart) | 38           |
| Irland (Ireland Singles Chart)    | 41           |